# Andrea Doria (transatlantico)
L'Andrea Doria è stato un transatlantico italiano della Italia - Società di Navigazione, varato il 16 giugno 1951, naufragato tra il 25 ed il 26 luglio 1956 a seguito dello speronamento da parte della nave Stockholm, al largo di Nantucket.
Costruito nei cantieri navali Ansaldo di Genova Sestri Ponente, svolse il suo viaggio inaugurale da Genova a New York tra il 14 ed il 23 gennaio 1953.

## Generalità
La turbonave prese il suo nome dall'ammiraglio ligure del XVI secolo Andrea Doria. Strutturata su 11 ponti, poteva ospitare fino a 1241 passeggeri e, quando venne varata, rappresentava uno dei motivi d'orgoglio dell'Italia, che stava cercando di ricostruire la propria reputazione dopo la seconda guerra mondiale. Degno erede dei transatlantici italiani degli anni trenta, come il Rex e il Conte di Savoia, l'Andrea Doria e la sua gemella Cristoforo Colombo erano considerate le più belle navi da passeggeri della flotta italiana di linea.
Alle 23:11 del 25 luglio 1956, mentre stava navigando verso New York, l'Andrea Doria venne speronato dalla nave svedese Stockholm della Swedish America Line al largo dell'isola di Nantucket (USA), in quello che fu uno dei più famosi e controversi disastri marittimi della storia.
Morirono 52 persone (5 passeggeri della Stockholm e 47 dell'Andrea Doria), per la maggior parte alloggiati nelle cabine investite dalla prua della nave svedese. Il transatlantico, con una murata completamente squarciata, si coricò su un fianco e colò a picco alle ore 10:15 di giovedì 26 luglio 1956, dopo 11 ore dalla collisione, davanti alle coste statunitensi. L'inclinazione della nave rese inutilizzabili tutte le lance di salvataggio sul lato opposto a quello della collisione, che erano circa la metà. Vi fu comunque una sola altra vittima, oltre a quelle dovute alla collisione: le procedure di comunicazione di emergenza erano state rese molto efficienti a seguito del più celebre naufragio di sempre, quello del Titanic nel 1912, ed il bastimento italiano riuscì a chiamare tempestivamente altre navi in soccorso; le manovre di evacuazione furono inoltre rapide ed efficaci.
L'incidente ebbe grande risonanza mediatica; l'Andrea Doria fu l'ultimo grande transatlantico a naufragare, in quanto nell'arco di pochi anni, grazie ai progressi compiuti nell'ambito delle tecnologie aeronautiche, gli aeroplani cominciarono a sostituire le navi come principali mezzi di trasporto tra le due sponde dell'Oceano Atlantico.
Il relitto dell'Andrea Doria non è mai stato recuperato e giace posato sulla murata di dritta a una profondità di 75 metri, in condizioni di conservazione non molto buone. Le esplorazioni subacquee hanno constatato come nel corso degli anni il materiale di pregio sia stato razziato da sommozzatori non autorizzati.
L'unità fu sostituita nel 1960 dalla Leonardo da Vinci, unità più grande e costruita con accorgimenti tecnici rispondenti ai progressi tecnologici del tempo. Gemella dell'Andrea Doria era la Cristoforo Colombo, varata nel 1953.

## Descrizione

### Caratteristiche
L'Andrea Doria misurava 213,59 m di lunghezza fuori tutto e 27,40 m di larghezza massima al galleggiamento ed aveva una stazza lorda di 29.950 tonnellate e una stazza netta di 15.788 tonnellate. Era un piroscafo, in quanto la propulsione era affidata a due impianti separati di turbine a vapore collegate a due eliche gemelle a tre pale, che permettevano di raggiungere agevolmente una velocità di crociera di 23 nodi, con una velocità massima di 26,44 nodi, raggiunta durante le prove, e una velocità massima richiesta dal contratto di 25,3 nodi. L'Andrea Doria non era né la nave più grande al mondo né la più veloce: i due primati all'epoca andavano, rispettivamente, alla britannica RMS Queen Elizabeth della Cunard Line e alla statunitense United States della United States Lines.
L'Andrea Doria puntava su estetica, lusso e comodità piuttosto che su efficienza e velocità, una filosofia simile a quella con cui circa quarant'anni prima era stato realizzato un altro sfortunato transatlantico, il Titanic. Il bastimento italiano fu la prima nave ad avere a bordo tre piscine aperte, una per ogni classe (prima, cabina e turistica), e una delle prime ad avere l'aria condizionata in tutti i locali ad uso sia dei passeggeri che dell'equipaggio. Per l'arredo della nave furono chiamati i migliori architetti dell'epoca, tra cui Gio Ponti, Nino Zoncada, Gustavo Pulitzer-Finali e Giulio Minoletti. A bordo erano inoltre presenti numerose opere d'arte realizzate appositamente per la nave: La leggenda d'Italia di Salvatore Fiume per la sala di soggiorno di prima classe, L'allegoria d'autunno di Felicita Frai per la sala delle feste di classe cabina, i mosaici di Lucio Fontana, le ceramiche di Fausto Melotti, gli specchi dipinti di Edina Altara nel bar di prima classe, le decorazioni di Federico Morgante e di Emanuele Luzzati per gli ambienti destinati ai bambini, la statua dell'ammiraglio Andrea Doria di Giovanni Paganin e gli arazzi di Michael Rachlis. La nave divenne ben presto un mito, tanto che Elia Kazan, nel suo film Fronte del porto, fa incrociare lo sguardo di Marlon Brando con l'Andrea Doria a New York.
I 1241 passeggeri erano così suddivisi: 218 in prima classe, 320 in classe cabina e 703 in classe turistica.
Grazie a un investimento di oltre 1 milione di dollari dell'epoca, spesi in decori e pezzi d'arte nelle cabine e nelle sale pubbliche (inclusa la già menzionata statua dell'ammiraglio Doria a grandezza naturale), molti la consideravano la più bella nave mai varata. L'esterno della nave era anch'esso considerato molto elegante: la linea era affusolata, era presente un solo fumaiolo, basso e largo e colorato in verde, bianco e rosso come la bandiera italiana, e la sovrastruttura digradava armoniosamente verso poppa.

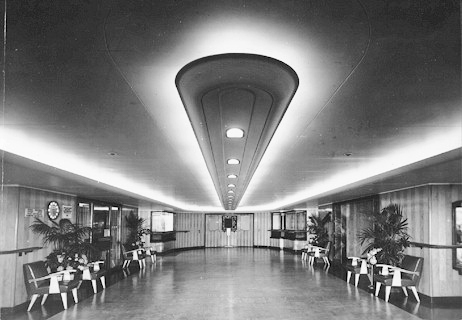
Vestibolo di prima classe
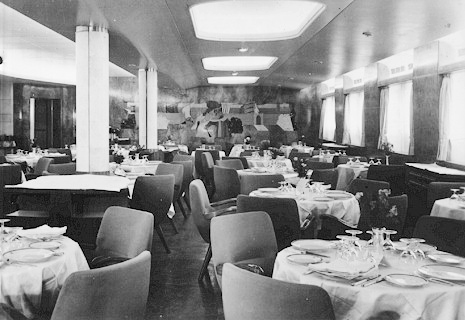
Sala da pranzo di prima classe
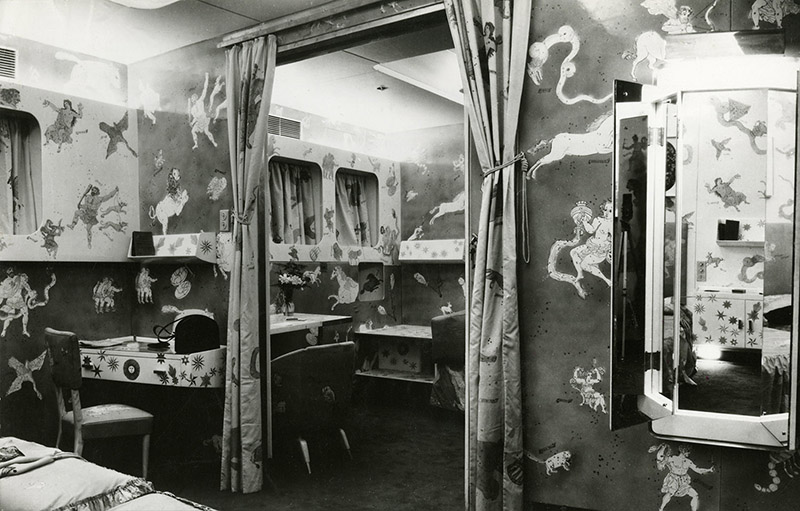
Decorazioni delle cabine
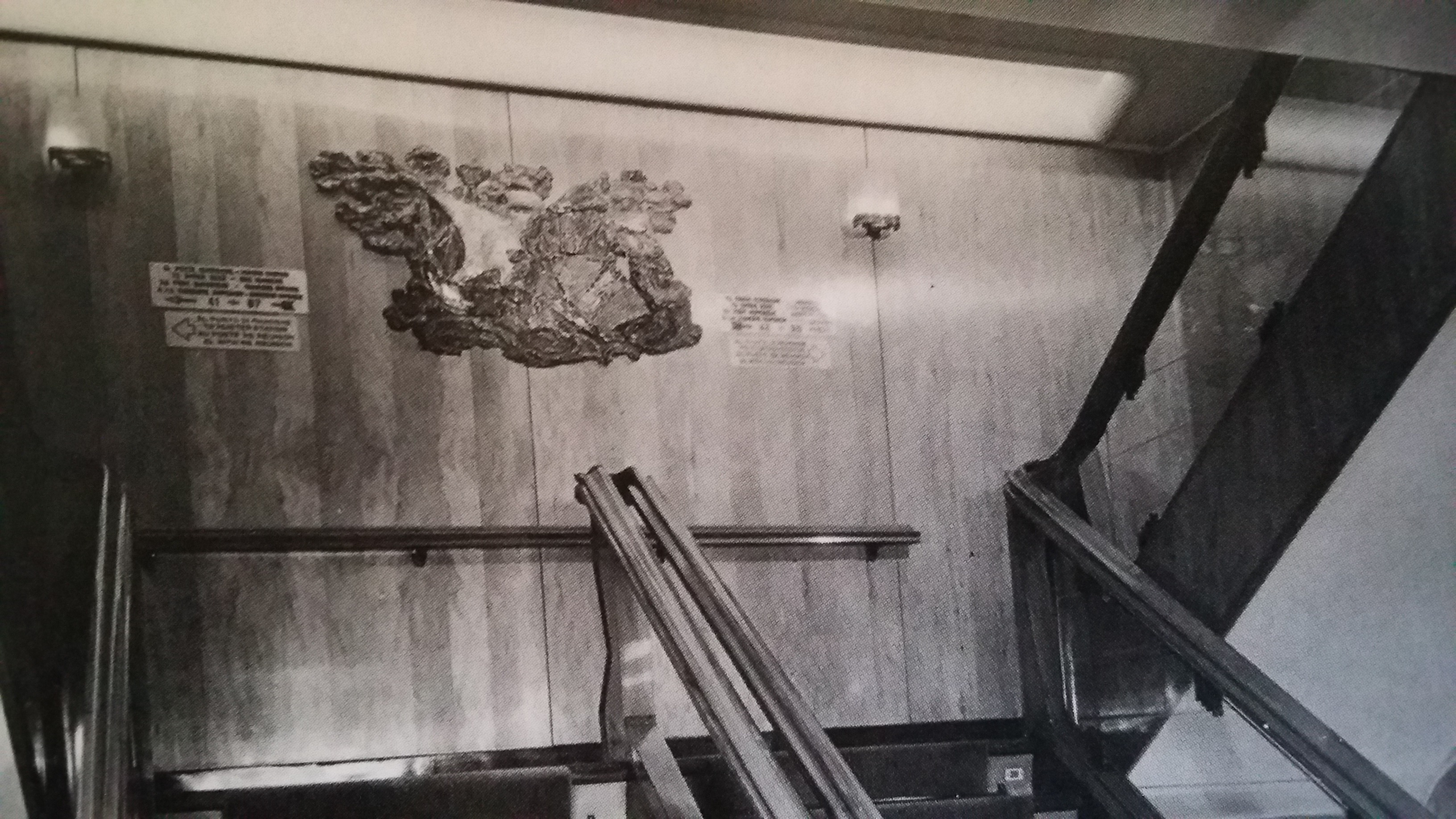
Scultura bronzea di Italo Bortolotti sulla scalinata principale
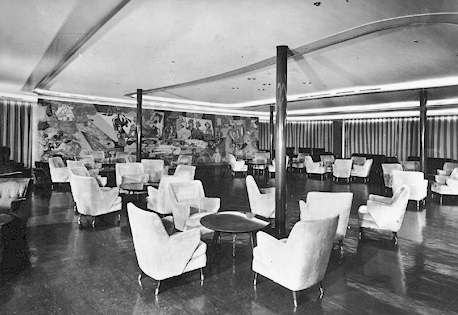
Sala da ballo di prima classe

### Tecnica
L'unità era considerata una delle più sicure dell'epoca. A quei tempi la normativa SOLAS 1948 non era ancora obbligatoria per tutti i paesi membri dell'Organizzazione marittima internazionale, ma semplicemente raccomandata. La Società Italia, tuttavia, che aveva sempre creduto nella sicurezza a bordo come un fattore importante per il successo commerciale delle sue linee, si impose non solo di rispettare tali requisiti di sicurezza, ma di renderli ancora più robusti.
Dato che la genericità della disposizione poteva dare adito a interpretazioni diverse, la compagnia navale italiana aveva affidato la sorveglianza del progetto e della costruzione delle sue navi a tre enti di classificazione indipendenti: il Lloyd's Register britannico, l'American Bureau of Shipping statunitense e il Registro Italiano Navale, che avevano tradotto i requisiti derivati dalla SOLAS 1948 in un manuale di costruzione marittima dettagliato. Questo comportava un aumento della larghezza al galleggiamento e una sensibile riduzione dell'altezza complessiva dell'unità a parità del numero di ponti; quest'ultimo aspetto avrebbe ridotto la spettacolarità dei saloni, ma costituito un vantaggio per la stabilità. La SOLAS 1948 richiedeva, per contenere lo sbandamento dell'unità entro i 15° nell'ipotesi di due compartimenti stagni allagati, un'altezza metacentrica residua di almeno 15 cm. Per ottemperare ai requisiti italiani in materia, tuttavia, l'Andrea Doria doveva avere un'altezza metacentrica minima almeno doppia. All'entrata in servizio, l'altezza metacentrica iniziale della nave era pari a circa 1,52 m, superiore di quasi cinque volte ai requisiti imposti.
Il transatlantico era provvisto di 11 ponti di cui 4 continui, 12 compartimenti stagni e altrettante porte stagne, doppio fondo cellulare per tutta la lunghezza della carena e scafo a doppio guscio compartimentato nella zona dell'apparato motore. Le prestazioni del progetto, in particolare la nuova carena a bulbo, si rivelarono sorprendenti durante la prova alla massima velocità svoltasi il 9 dicembre 1952. Durante tale prova furono imbarcati il presidente dell'Ansaldo, il presidente della Società Italia e i rappresentanti del RINA, del Lloyd's Register e dell'American Bureau of Shipping. Il risultato dell'ultimo passaggio fu straordinario: le eliche giravano a 172,5 giri al minuto, a fronte dei 143 previsti come velocità di servizio, e la potenza misurata all'asse fu di 62200 hp; il contratto richiedeva una velocità massima di 25,3 nodi, ma l'Andrea Doria riuscì a viaggiare a una velocità media di 26,44 nodi. La soddisfazione generale per quei risultati, che andavano oltre le aspettative, indusse i dirigenti dell'Ansaldo e dell'Italia a tenere a bordo un'improvvisata conferenza stampa al termine delle prove.
In tempi immediatamente successivi alla collisione vi furono critiche circa la stabilità della nave, ma la falla causata dalla Stockholm era grande circa quattro volte quella standard considerata in fase progettuale. A bordo al momento della collisione, inoltre, era presente Robert Young, dirigente e poi amministratore e presidente dell'American Bureau of Shipping, il quale, oltre a difendere l'equipaggio italiano dalle accuse di codardia, non ravvisò alcuna carenza nella stabilità della nave. Nessuna modifica, pertanto, fu richiesta dagli enti di classifica sulla gemella Cristoforo Colombo, in quanto si riteneva che non vi fosse alcuna deficienza costruttiva da risolvere.

## Storia

### Costruzione e viaggio inaugurale

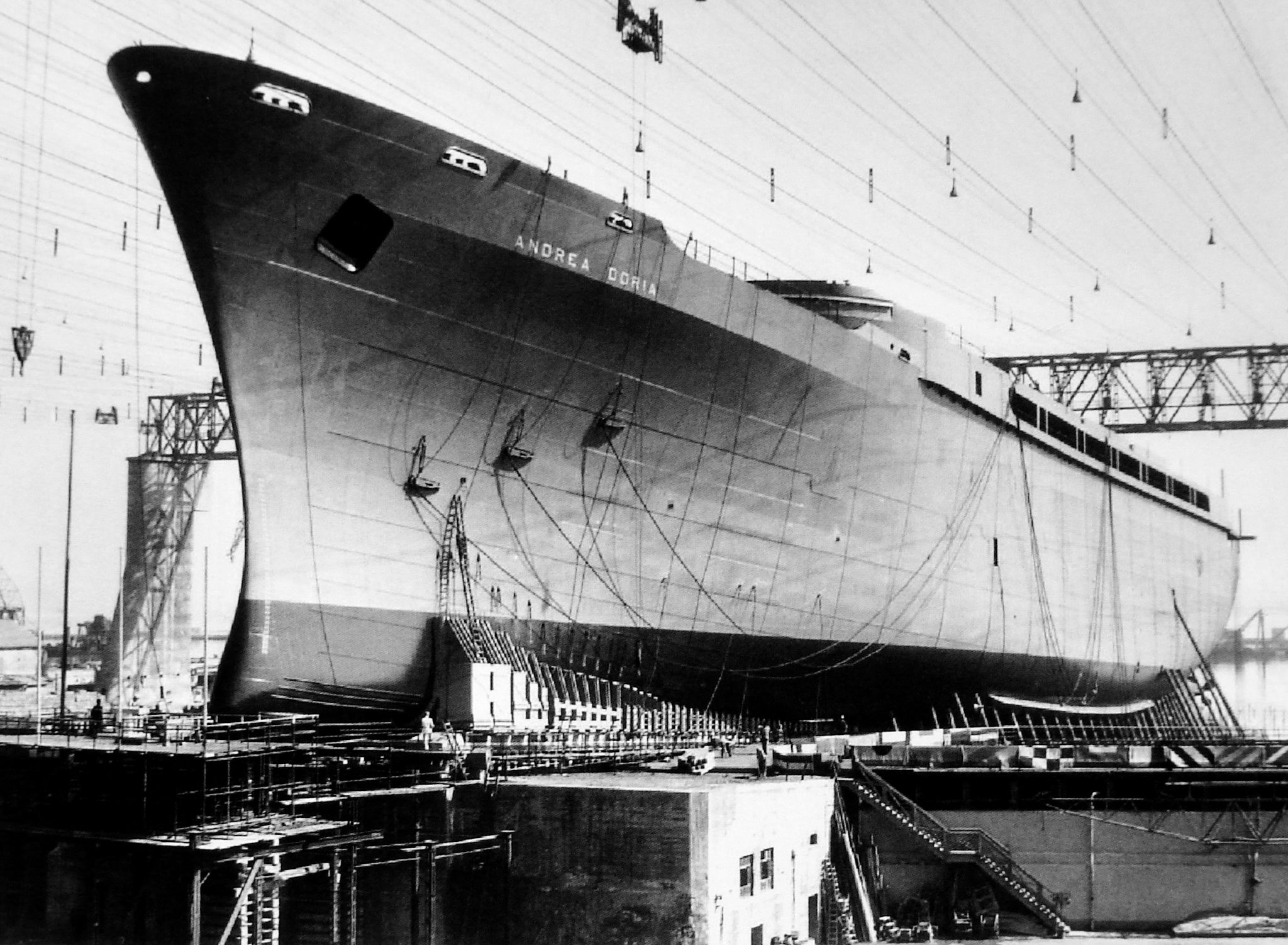
L'Andrea Doria in costruzione al Cantiere navale di Sestri Ponente

Alla fine della seconda guerra mondiale, l'Italia aveva perso metà della sua flotta mercantile per le distruzioni dei bombardamenti e per l'utilizzo a scopi militari delle navi. Le perdite includevano anche i noti transatlantici Conte di Savoia e Rex; il secondo era stato l'unica nave italiana vincitrice del Nastro Azzurro, nel 1933. La nazione stava inoltre uscendo dalle durezze di un'economia di guerra. Nel primo dopoguerra, durante il periodo del miracolo economico italiano, furono commissionate nei primi anni cinquanta due unità simili: l'Andrea Doria e la Cristoforo Colombo, varate rispettivamente nel 1951 e nel 1953.
L'Andrea Doria fu la costruzione n. 918 dei Cantieri Ansaldo di Genova. Impostata il 9 febbraio 1950, la chiglia fu poi portata alla rampa del cantiere n. 1. Il 16 giugno 1951 l'Andrea Doria venne varata. Essenziale fu il contributo offerto dalla ditta Berta Autotrasporti di Cornigliano che, grazie alla vastità e specificità del proprio parco automezzi, poté trasportare le lamiere e la maggior parte dei componenti necessari alla fabbricazione del transatlantico. Durante la cerimonia lo scafo fu benedetto dal cardinale Giuseppe Siri, arcivescovo di Genova, e battezzato con madrina Giuseppina Bollani Saragat, moglie del già ministro della marina mercantile e futuro presidente della Repubblica Giuseppe Saragat. Il viaggio inaugurale dell'Andrea Doria ebbe inizio dal capoluogo ligure il 14 gennaio 1953, alla volta di Napoli, per poi proseguire verso New York.
Durante questo primo servizio l'Andrea Doria incontrò intense tempeste, specialmente in fase di avvicinamento al continente nordamericano. Giunse a destinazione il 23 gennaio e ricevette una delegazione guidata dal sindaco della città di New York, l'italo-americano Vincent Impellitteri. In seguito, la nave si rese famosa per la puntualità e per la grande richiesta di titoli di viaggio da parte di una crescente clientela. Molti infatti ambivano ad attraversare l'oceano navigando a bordo della nave italiana che, per questo motivo, viaggiava sovente al completo. Sull'Andrea Doria viaggiava il jet set dell'epoca, che apprezzava lo stile italiano e amava vivere l'atmosfera in crociera.

### L'ultimo viaggio e la collisione

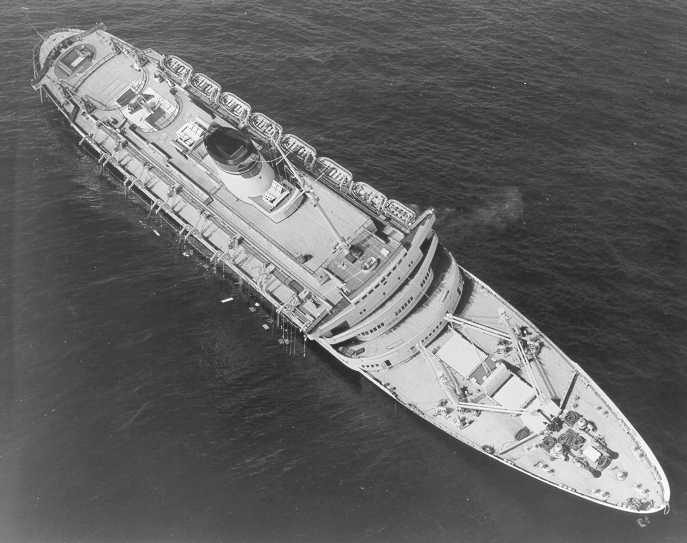
L'Andrea Doria sbandata a dritta dopo lo speronamento (si vedono le cime penzolanti, usate per calare le lance di salvataggio di dritta in mare: la notevole inclinazione impedì di calare tutte le lance dell'altro lato)

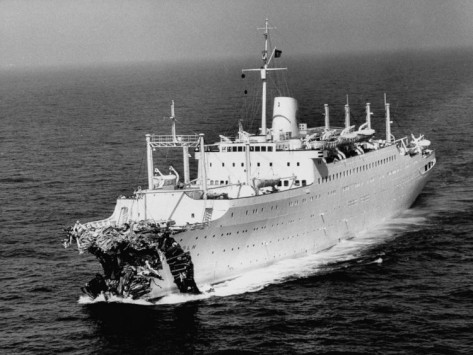
La Stockholm dopo la collisione rientra a New York con la prua danneggiata

Per quello che sarebbe diventato il suo ultimo viaggio, l'Andrea Doria salpò da Genova intorno alle ore 11 del 17 luglio 1956, al comando del Comandante Superiore CSLC Piero Calamai, 58 anni, il quale, con alle spalle una carriera marittima quarantennale, lo aveva già comandato durante il viaggio inaugurale e in molte altre traversate atlantiche. La nave effettuò due scali, uno a Cannes (Francia) nel pomeriggio del 17 luglio e uno a Napoli nella tarda mattinata del 18 luglio, per poi iniziare a navigare lungo la sua abituale rotta in direzione di New York.
Nella mattinata del 25 luglio 1956, mentre l'Andrea Doria stava regolarmente affrontando il suo nono giorno di navigazione verso gli Stati Uniti, un bastimento battente bandiera svedese, la motonave Stockholm (che nel 1989, dopo una radicale trasformazione, venne utilizzata dalla italiana Star Lauro Lines come nave da crociera, con il nuovo nome di Italia I), un transatlantico per il trasporto promiscuo di merci e passeggeri, salpò da New York in direzione di Göteborg, agli ordini del comandante Gunnar Nordenson. Al momento dell'incidente, di guardia in plancia, vi era tuttavia il terzo ufficiale di coperta Johan-Ernst Carstens-Johannsen, 26 anni.
Alle 23:11 del 25 luglio entrambe le navi stavano attraversando un corridoio marittimo molto trafficato, coperto da una fitta coltre di nebbia. Non ci fu alcun contatto, né visivo né tramite radio e, mentre l'Andrea Doria emetteva i segnali sonori obbligatori in caso di nebbia e aveva ridotto la velocità, la Stockholm non faceva nulla di ciò. Quando le due navi furono così vicine da potersi vedere a occhio nudo, fu troppo tardi per praticare qualsiasi manovra in grado di evitare la collisione.
Il violento schianto avvenne nel punto di coordinate 40°30′N 69°53′W.
L'Andrea Doria e la Stockholm entrarono in collisione con un angolo di quasi 90 gradi: la prua rinforzata (in funzione del fatto che poteva operare anche come rompighiaccio) della Stockholm colpì la murata dell'Andrea Doria e la squarciò per quasi tutta la sua lunghezza (dato che l'Andrea Doria continuava ad avanzare lungo la propria rotta, ortogonale alla direzione della Stockholm), sfondando sotto il ponte di comando dell'Andrea Doria per un'altezza di tre ponti, ovvero per oltre 12 metri, uccidendo 46 passeggeri che si erano ritirati a dormire nelle proprie cabine. Lo sfondamento di molte paratie stagne e la rottura di cinque depositi del combustibile causò l'imbarco di circa 500 tonnellate di acqua di mare che, non potendo essere bilanciate nei brevissimi tempi della collisione, produssero la pericolosa, immediata e anomala inclinazione a dritta (destra) della nave per oltre 15 gradi.
46 dei 1706 passeggeri trovarono la morte al momento dell'impatto, insieme a 5 uomini della Stockholm. Dopo la collisione, l'equipaggio trovò sul ponte di coperta della Stockholm una ragazza di 14 anni che era ospitata nella cabina 52 dell'Andrea Doria: era Linda Morgan, sopravvissuta all'impatto senza riportare ferite gravi, mentre sua sorella era morta nella cabina, schiacciata dalla prua della Stockholm. Le due ragazzine erano figlie di un noto cronista statunitense, Edward Morgan, che nel corso della stessa notte portò avanti da New York una cronaca diretta senza rivelare agli ascoltatori la sua angoscia per la sorte delle figlie.
Subito dopo la collisione, l'Andrea Doria continuò a imbarcare acqua e l'inclinazione aumentò superando i 18 gradi in pochi minuti. Una diceria diffusa in seguito alla collisione, riteneva che mancasse una delle porte dei compartimenti stagni delle sale macchina, ma successivamente se ne determinò l'infondatezza. Varie cause determinarono la repentina inclinazione della nave italiana: l'accostata a sinistra prima dell'impatto determinò uno sbandamento a dritta di circa 8°, e la falla un ulteriore sbandamento a dritta di almeno 13°. In poco tempo la nave superò i 20 gradi di inclinazione; il comandante Calamai si rese conto che non c'erano speranze ed ordinò di lanciare le comunicazioni di emergenza, tuttavia non fece emettere immediatamente il segnale di abbandono nave, per non causare panico e confusione.

### Il soccorso da parte dellaÎle de France
L'Andrea Doria aveva una dotazione di lance di salvataggio sufficiente per far fronte a un naufragio anche viaggiando a pieno carico, tuttavia lo sbandamento laterale iniziale rese inservibili tutte le scialuppe collocate sul lato sinistro, complicando notevolmente le operazioni di evacuazione. Gli addetti alle macchine rimasero al lavoro e l'elettricità fu erogata fino alla fine, tanto che la nave s'inabissò con le luci di emergenza ancora accese. L'arrivo dell'Île de France con undici lance di salvataggio fu preceduto da quello di altre due navi mercantili, la Cape Ann e la Thomas, ciascuna con l'apporto di due lance. Anche la Stockholm, che era stata sventrata per circa 90 cm di lunghezza ma non rischiava di affondare, si fermò per prestare soccorso e accolse 542 naufraghi.
Un punto chiave nella soluzione del disastro fu la decisione del Capitano Raoul de Beaudéan, comandante della nave Île de France, un transatlantico francese diretto verso l'Europa che aveva superato la Stockholm diverse ore prima, di dare l'ordine di invertire la rotta e mettere le macchine avanti tutta, una volta ricevuto il messaggio di emergenza del piroscafo italiano. De Beaudéan continuò a procedere attraverso la fitta nebbia alla massima velocità, predisponendo la nave per il soccorso e l'accoglienza dei naufraghi, finché, attorno alle 2:00 del 26 luglio, a poco meno di tre ore dall'incidente, raggiunse l'Andrea Doria. L'arrivo del grande transatlantico francese fu lo spartiacque emotivo di quella tragica notte: alla vista della nave, illuminata a giorno per ordine del Capitano De Beaudéan, tra i passeggeri e l'equipaggio dell'Andrea Doria il panico si placò, permettendo un'evacuazione della nave decisamente più tranquilla ed efficace di quanto fosse stato possibile fino ad allora.
L'Île de France fu la terza nave a giungere sul luogo della sciagura, ma grazie alla perizia del suo comandante e al numero delle sue lance di salvataggio riuscì ad accogliere il maggior numero passeggeri dell'Andrea Doria, ben 753. Con un'eccezionale manovra, De Beaudéan e il suo equipaggio fecero accostare l'Île de France a soli 370 metri dall'Andrea Doria, mettendo la propria nave sottovento al lato di dritta di quella italiana, cioè quello che si stava inabissando e da cui venivano evacuati i naufraghi, creando uno specchio d'acqua liscio e calmo tra le due navi, perfetto per le operazioni di salvataggio. De Beaudéan non allertò i passeggeri della Île de France, non volendo impensierirli; alcuni di essi, spontaneamente, rinunciarono alle proprie cabine per darle ai sopravvissuti, stanchi, bagnati e congelati. Numerose altre navi risposero alla chiamata.
Alla fine, oltre alle persone rimaste uccise nell'impatto, l'unica vittima durante tutte le operazioni di salvataggio fu Norma Di Sandro, una bambina di 4 anni, morta per le conseguenze di un grave trauma cranico riportato quando il padre, cercando di metterla in salvo, la lanciò da bordo della nave su una lancia di salvataggio sottostante: sfortunatamente Norma sbatté violentemente la testa contro la lancia, rimase gravemente ferita e morì in ospedale a Boston qualche giorno dopo.
Il numero limitato di vittime e il completo successo delle operazioni di soccorso fu merito del comportamento eroico dell'equipaggio dell'Andrea Doria, soprattutto del comandante Piero Calamai, e delle rapide e difficili decisioni da lui prese in momenti tanto concitati. Tali capacità derivavano dell'esperienza acquisita in particolare nelle due guerre mondiali. Dopo il salvataggio di tutti i passeggeri, Calamai restò a bordo dell'Andrea Doria, intenzionato a non mettersi in salvo, ma fu costretto a farlo dai propri ufficiali, tornati indietro appositamente, che lo minacciarono di sacrificarsi tutti a loro volta insieme a lui.
I naufraghi furono salvati dalle seguenti navi:
| Navi                     | Passeggeri salvati | Equipaggio salvato | Totale |
| ------------------------ | ------------------ | ------------------ | ------ |
| Stockholm                | 308                | 234                | 542    |
| Île de France            | 576                | 177                | 753    |
| Hornbeam Edward H. Allen | 0                  | 77                 | 77     |
| Cape Ann                 | 91                 | 38                 | 129    |
| Pvt William Thomas       | 46                 | 112                | 158    |
| Robert E. Hopkins        | 1                  | 0                  | 1      |
| Totale                   | 1088               | 572                | 1660   |

### Il naufragio
Alle 5:30 tutti coloro che si trovavano a bordo dell'Andrea Doria ne erano stati allontanati. L'ultima lancia di salvataggio, la n. 11, lasciò il transatlantico dirigendosi verso il guardacoste posaboe USCG Hornbeam (W394) della United States Coast Guard. A bordo si trovavano altri membri dell'equipaggio, tra cui il comandante Calamai, che tentò invano di convincere il comandante del guardacoste a trainare la nave su una secca. Furono in seguito trasbordati sulla USS Edward H. Allen per essere trasferiti a New York. Un telex della Società Italia ordinò di attendere l'arrivo dei rimorchiatori inviati da New York, previsto nel pomeriggio, ma a quel punto fu chiaro che l'ultima speranza di salvare l'ammiraglia italiana era sfumata. A causa della falla sul fianco la nave continuava a imbarcare acqua e a inclinarsi, fino al definitivo affondamento alle ore 10:15 del 26 luglio, 11 ore dopo l'impatto. L'ultimo pezzo visibile dell'Andrea Doria fu un'elica, poi inghiottita anch'essa dal mare. Le operazioni di soccorso da parte del transatlantico Île de France e di tutti gli altri mezzi navali a disposizione, vista la rapidità e il modo in cui si svolsero le operazioni, fecero del disastro dell'Andrea Doria l'operazione di soccorso più impegnativa e di successo della storia marittima dell'epoca.

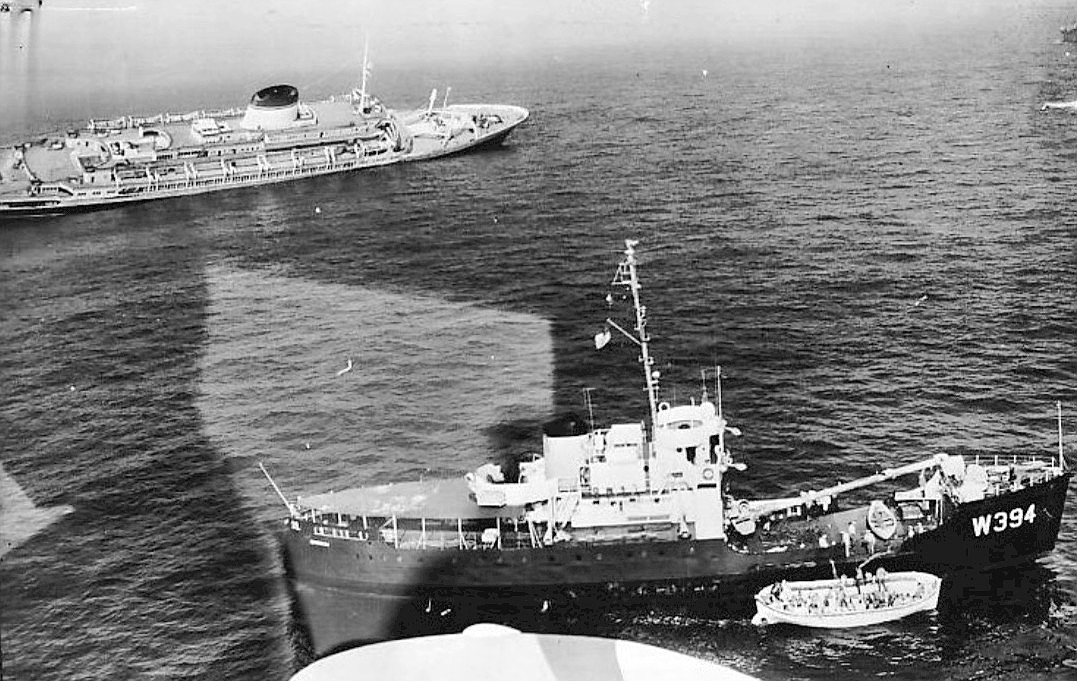
Veduta dell'Andrea Doria durante l'evacuazione degli ultimi naufraghi, in primo piano il guardacoste Hornbeam
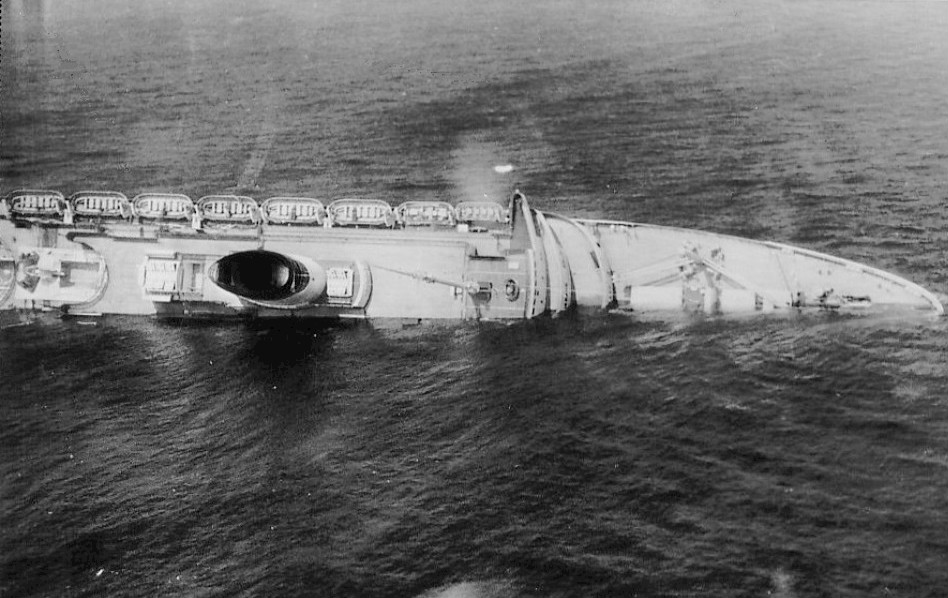
Veduta dell'Andrea Doria durante la prima fase di capovolgimento
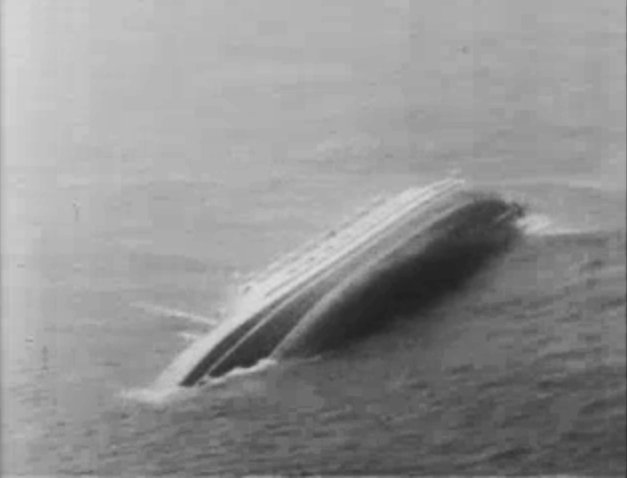
L'Andrea Doria capovolta
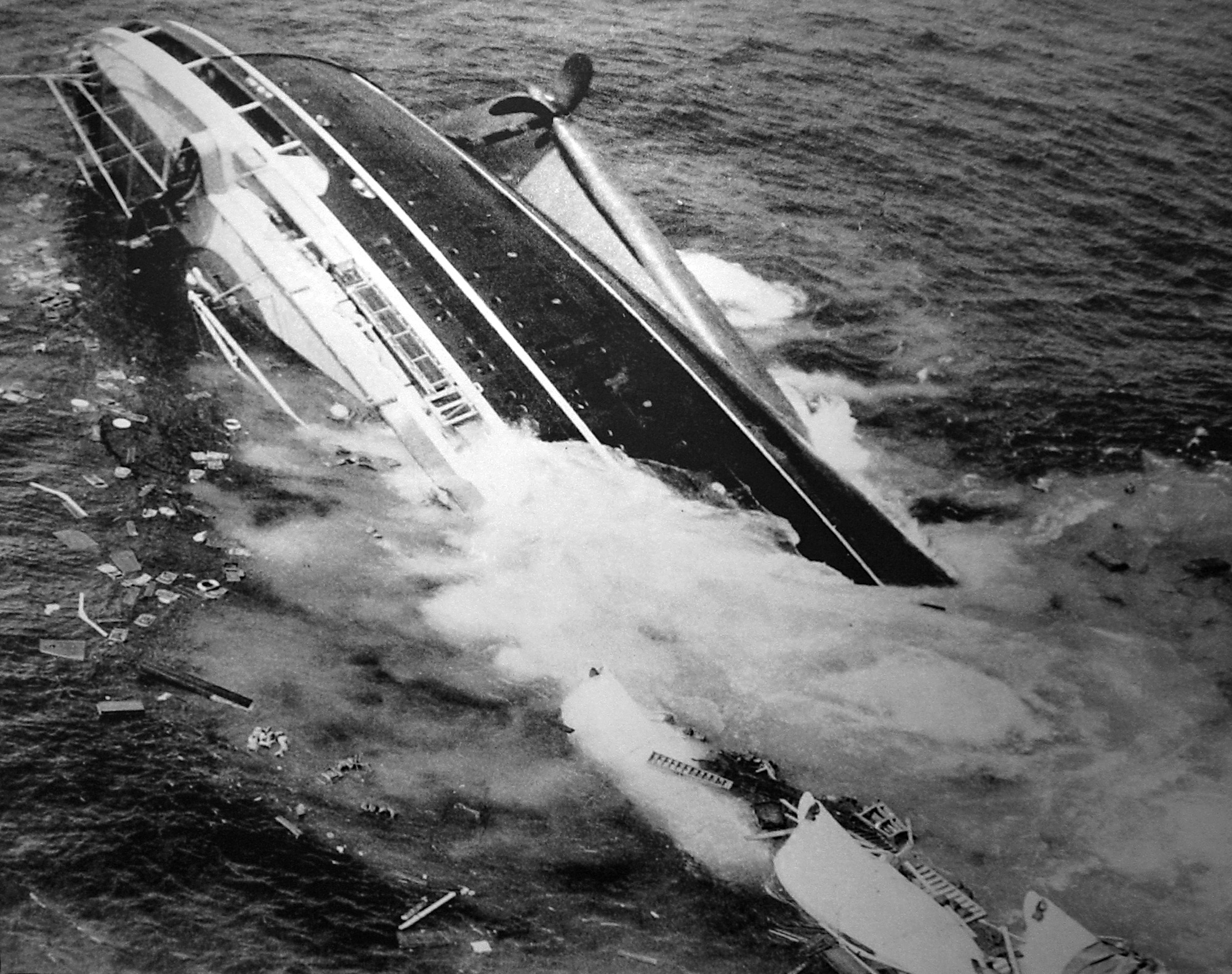
Immagine dell'Andrea Doria scattata da Harry A. Trask, Premio Pulitzer 1957
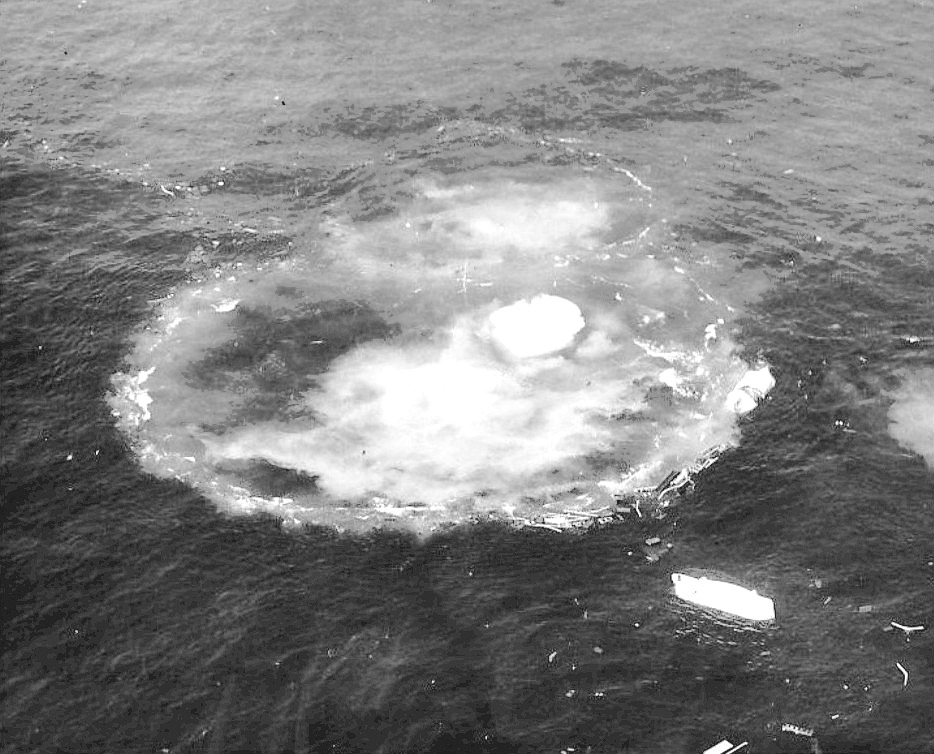
La nave completamente affondata

### Il processo del 1956
Dopo l'incidente vi furono diversi mesi di indagini a New York. Importanti avvocati esperti di diritto marittimo rappresentarono le due compagnie coinvolte e dozzine di avvocati si presentarono in nome dei parenti delle vittime. Gli ufficiali di entrambe le navi vennero fatti deporre, finché il processo si concluse con una conciliazione extragiudiziale e le indagini finirono. Come previsto dalla conciliazione extragiudiziale, entrambe le compagnie armatrici contribuirono al risarcimento delle vittime ed entrambe pagarono i propri danni: la Swedish-American Line subì danni per circa 2 milioni di dollari, metà per le riparazioni e metà derivante dall'impossibilità di usare la Stockholm, mentre la Italia-Società di Navigazione perse oltre 30 milioni di dollari.

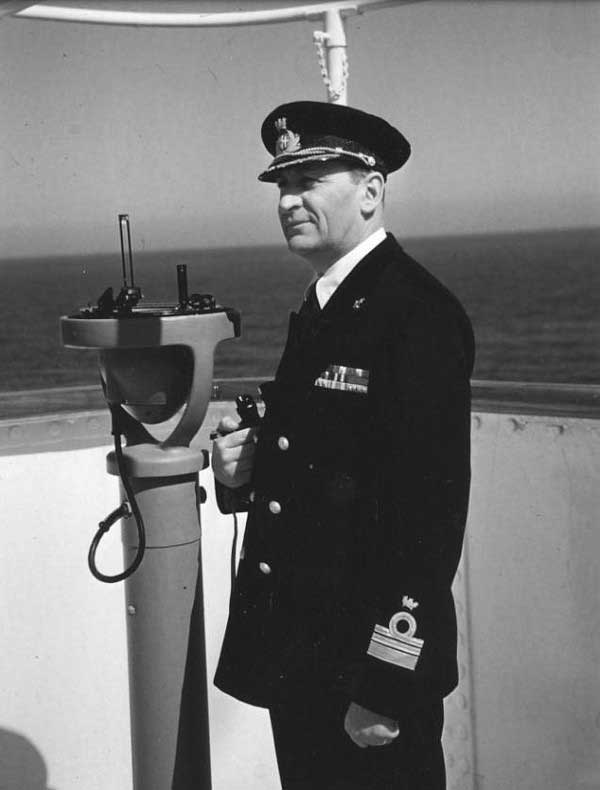
Il comandante Piero Calamai sull'Andrea Doria

La nebbia venne alla fine considerata l'unica responsabile del disastro, ma diverse altre cause concomitanti vennero evidenziate nel corso dell'inchiesta dai rispettivi collegi di difesa.
- Secondo la versione svedese, sul luogo non c'era nebbia.
- Secondo questa versione, gli ufficiali della Andrea Doria non avrebbero seguito le procedure radar e le carte nautiche per calcolare esattamente la posizione e la velocità della nave che stavano incrociando. A causa di ciò avrebbero sbagliato a valutare la dimensione, la velocità e la rotta della Stockholm.
- Sempre in base alla difesa degli svedesi, l'Andrea Doria non aveva seguito le regole del codice marittimo internazionale,[16] secondo le quali una nave deve virare a dritta (destra) in caso di un possibile abbordo in mare. La Stockholm virò a dritta, la Andrea Doria a babordo (sinistra).
- Secondo la versione italiana dei fatti (e anche secondo numerose testimonianze raccolte, comprese quelle delle autorità statunitensi), sul luogo c'era una fitta nebbia.
- Gli ufficiali dell'Andrea Doria affermarono di aver ridotto la velocità in considerazione della situazione determinata dalla nebbia.
- Secondo la difesa degli italiani, la responsabilità sarebbe stata da attribuirsi a un'errata lettura dei dati del radar da parte dell'unico e inesperto ufficiale svedese in servizio al momento dell'incidente, mentre tre ufficiali di grande esperienza e il comandante dell'Andrea Doria avevano rilevato correttamente i dati. Oltretutto, elemento confermato anche dagli svedesi, il timoniere della Stockholm era notevolmente inesperto e correggeva continuamente la rotta; ciò avrebbe contribuito a causare un'errata lettura dei radar.
- Gli ufficiali italiani affermarono di essere stati costretti alla virata a sinistra per tentare disperatamente di evitare di essere speronati dalla Stockholm, mentre se avessero virato a destra le sarebbero andati incontro.
- Secondo la difesa delle parti civili, entrambe le navi avrebbero viaggiato a velocità troppo elevata nella nebbia, una pratica comune ai transatlantici di linea. Le regole di navigazione stabiliscono che, in condizioni di scarsa visibilità, la velocità vada regolata in modo che lo spazio di arresto della nave sia metà della visibilità massima. Per gli ufficiali italiani, in pratica, questo avrebbe significato fermare la nave, data la densità della nebbia accertata, ma mai ammessa dagli svedesi.
- La Stockholm e la Andrea Doria erano soggette a condizioni climatiche diverse prima della collisione: l'impatto avvenne in un'area dell'Oceano Atlantico al largo delle coste del Massachusetts dove nebbie fitte e intermittenti sono comuni; mentre la nave italiana stava procedendo nella nebbia da diverse ore, la Stockholm era appena entrata nel banco di nebbia. Gli ufficiali della Stockholm pensarono erroneamente di non riuscire a vedere l'altra nave segnalata sul radar ritenendo che fosse un piccolo peschereccio o una nave militare mimetizzata, e non una grande nave di linea in movimento.

A entrambe le compagnie venne richiesto di limitare la discussione relativa agli eventuali problemi strutturali dell'Andrea Doria (non vennero comunque riscontrate carenze di tale genere, neanche dopo una perizia sulla gemella Cristoforo Colombo): gli armatori della Stockholm avevano infatti un'altra nave in costruzione, la Gripsholm, presso i cantieri Ansaldo. Essendovi stato un accordo extragiudiziale, il processo non giunse ad alcuna conclusione formale per ciò che concerne l'attribuzione di responsabilità.

### Conseguenze della collisione
La collisione tra l'Andrea Doria e la Stockholm portò a diversi cambiamenti nelle procedure marittime, per evitare che incidenti simili potessero ripetersi: le compagnie armatrici furono obbligate a migliorare l'addestramento degli equipaggi all'uso del radar. L'Andrea Doria era dotata di due radar molto avanzati per l'epoca, che mostravano direttamente le posizioni delle navi nel suo raggio di azione, senza dover calcolare manualmente lo scarto tra rotta teorica ed effettiva; invece sulla Stockholm il radar non aveva il regolatore della portata illuminato.

## Indagini e studi successivi
Indagini realizzate anche grazie a sonde computerizzate e immersioni, hanno chiarito nei decenni successivi alcuni aspetti:
- L'esplorazione dell'Andrea Doria ha mostrato che la prua della Stockholm ha aperto uno squarcio maggiore di quanto si pensasse nel 1956. Mentre la questione della presunta porta stagna mancante è considerata non veritiera e si ritiene che la sorte dell'Andrea Doria sia stata segnata esclusivamente dalla collisione.
- Studi e simulazioni computerizzate svolte dal capitano Robert J. Meurn dell'Accademia della marina mercantile degli Stati Uniti di Kings Point, in parte basati anche sulle scoperte di John C. Carrothers, giunsero alla conclusione che fu l'inesperto terzo ufficiale della Stockholm, Carstens-Johannsen (unico ufficiale sul ponte di comando al momento della collisione), a mal interpretare i tracciati radar e a sovrastimare la distanza tra le due navi a causa di un'errata regolazione del radar. Tale fatto è attribuito anche a una progettazione sbagliata dell'ambiente dove si trovava il radar della nave svedese, che era poco illuminato e con strumenti di difficile lettura. Una fonte di illuminzione posta sul radar, pertanto, avrebbe forse potuto evitare la tragedia. Secondo questa ricostruzione l'ufficiale della nave svedese pensava che lo schermo radar fosse impostato su una distanza maggiore di quella in cui era effettivamente e che non fosse in grado di rendersi conto dell'errore perché la manopola di questa impostazione non era illuminata. Già nel 1957 un'inchiesta del Ministero della marina mercantile italiana era giunta alla stessa conclusione, ma i risultati sarebbero stati tenuti nascosti a causa di accordi con la compagnia di assicurazione e con gli armatori.

### La spedizione Vailati sul relitto
Le condizioni ambientali che circondano il relitto sono piuttosto difficili. Anche se il relitto si trova a soli 75 metri di profondità (il relitto del Titanic, per esempio, è invece a 3810 metri sotto il pelo dell'acqua), la zona è percorsa da forti correnti, l'acqua è estremamente fredda ed, essendo ricca di plancton, è sempre torbida, schermando i raggi solari e rendendo il sito quasi completamente buio. Frequente è anche la presenza di squali. Vi è inoltre presenza di nebbia, condizioni del mare che cambiano repentinamente e il continuo traffico di navi, essendo l'area della collisione al centro della cosiddetta shipping line (linea di navigazione), rotta principale per le navi dirette dall'Europa a New York e viceversa. Ciò nonostante, i resti dell'Andrea Doria sono sempre stati un ambito obiettivo di subacquei in cerca di tesori e di avventure, ed è stata definita "il Monte Everest delle immersioni".
Le prime immagini del relitto dell'Andrea Doria adagiato sul fondale furono realizzate da Peter Gimbel già il giorno successivo a quello dell'affondamento, il 27 luglio 1956.
In seguito, nel luglio del 1968 vi fu la prima spedizione italiana, organizzata dal regista Bruno Vailati, insieme a Stefano Carletti, Mimì Dies, Arnaldo Mattei e All Giddings, noto esperto subacqueo statunitense. Vailati visitò il relitto allo scopo di realizzare un documentario dal titolo Andrea Doria -74, che ottenne il premio della critica al David di Donatello e il Premio della Giuria al Congresso di Tecnica Cinematografica di Parigi. Sul relitto venne apposta una targa di bronzo con la scritta: "Siamo venuti fin qui per lavorare perché l'impossibile diventi possibile e l'Andrea Doria ritorni alla luce"
In seguito Peter Gimbel in collaborazione con la moglie, l'attrice tedesca Elga Andersen, condusse un ampio numero di operazioni di recupero, inclusa una nel 1981 destinata a recuperare la cassaforte della prima classe. Nonostante le voci indicassero che i passeggeri vi avessero depositato grandi ricchezze per metterle al sicuro durante il viaggio, l'apertura della cassaforte in diretta televisiva permise il recupero solo di alcuni certificati d'argento americani e banconote italiane dell'epoca. In Italia la Rai dedicò all'evento un documentario in due parti dal titolo I Segreti dell'Andrea Doria condotto da Mino Damato: la prima parte, dal titolo Le telecamere in fondo all'oceano, venne trasmessa il 16 agosto 1984. Il giorno successivo, la seconda parte, L'apertura della cassaforte, con la vera e propria apertura della cassaforte - in differita di alcune ore rispetto alla trasmissione statunitense.
Questo deludente risultato confermò la teoria secondo cui la maggior parte dei passeggeri, in vista dell'arrivo in porto la mattina successiva, aveva già ritirato i propri beni. La campana della nave fu recuperata alla fine degli anni ottanta e la statua dell'Ammiraglio Doria fu recuperata dal salone di prima classe da un gruppo di subacquei capitanati da George Merchant. Gli esemplari delle porcellane dell'Andrea Doria sono stati considerati a lungo pezzi pregiatissimi, ma dopo le numerose razzie rimangono pochi oggetti di valore a bordo.
Il ricercatore oceanografico Robert Ballard, lo stesso che scoprì il relitto del Titanic, visitò quello del bastimento italiano con un sommergibile della US Navy nel 1995 e affermò che lo scafo era coperto di fitte reti da pesca strappate e che una rete di cavi più sottili poteva facilmente impigliare e danneggiare l'attrezzatura di coloro che si immergevano; disse anche che il relitto stava collassando e la parte superiore era sprofondata di oltre 10 metri.

## Eredità
La storia dell'incidente venne raccontata nel libro di Alvin Moscow Collision Course: The Story of the Collision Between the Andrea Doria and the Stockholm, pubblicato nel 1959 e successivamente aggiornato nel 1981 e nel 2004; in Italia il libro è stato pubblicato da Mondadori nel 2006 col titolo Andrea Doria - Un naufragio pieno di misteri (Oscar Storia n. 421). Tuttavia, questo libro appare sbilanciato a favore della versione svedese dell'incidente e superato sia da pubblicazioni più recenti, sia dai risultati degli studi tecnici sulle responsabilità della collisione, in special modo da quelli di John C. Carrothers e quelli del comandante Robert Meurn.
La Stockholm venne successivamente riparata e cambiò nome e proprietà più volte, venendo anche chiamata Italia Prima agli inizi degli anni novanta.
Un gruppo di sopravvissuti ha fondato l'associazione Friends of the Andrea Doria, mantenendo i contatti tramite internet, organizzando riunioni, servizi funebri e pubblicando un bollettino.

## L'Andrea Dorianella cultura di massa
L'Andrea Doria ispirò anche il mondo dell'intrattenimento: nel film Ghost Ship compariva una nave, la Antonia Graza, che era ispirata alla Andrea Doria; l'Andrea Doria è inoltre ricordato nella prima parte del libro Il serpente dei Maya di Clive Cussler, e nel romanzo Uragano Rosso di Tom Clancy.
Fronte del porto (1954), di Elia Kazan, con Marlon Brando, è l'unico film in cui si vede l'Andrea Doria: in una scena il protagonista osserva il transatlantico italiano discendere l'Hudson a New York. L'Andrea Doria ha inoltre ispirato una delle ambientazioni del videogioco Tomb Raider II, pubblicato da Eidos Interactive nel 1997, nel cui 8º livello l'eroina Lara Croft esplora il relitto sommerso di un transatlantico denominato "Maria Doria". Nel videogame del 2006 The Ship: Murder Party, la nave è una mappa giocabile.
Renato Russo, carismatico leader del complesso brasiliano Legião Urbana, scrisse nel 1986 la canzone "Andrea Doria" in cui il tragico affondamento della nave italiana, la regina del mare, è la metafora dei sogni infranti dei giovani e degli idealisti.
Nella storia a fumetti di Don Rosa intitolata Paperino e il ritorno di Super Segugio, pubblicata per la prima volta nel 1992, appare il relitto di un transatlantico indicato come Alsorea Doria (nella traduzione italiana diventato Andrea Rodia).

Il cantautore Caparezza, nella canzone Goodbye Malinconia, brano dell'album Il sogno eretico (2011), fa un riferimento alla vicenda:
Toccano il fondo come l'Andrea Doria»
(Caparezza, Il sogno eretico)
Il cantante tedesco Udo Lindenberg intitola un suo celebre pezzo del 1973 Andrea Doria.
Clive Cussler inizia il suo romanzo Il serpente dei Maya descrivendo il naufragio dell'Andrea Doria, evento alla base della storia ambientata negli anni 2000 e che vede protagonista la coppia Kurt Austin e Joe Zavala, due avventurieri alle dipendenze della NUMA (National Underwater & Marine Agency).
Nella decima puntata dell'ottava stagione di Seinfeld George si trova a contendere un appartamento con un sopravvissuto del naufragio dell'Andrea Doria.
Nella seconda stagione della serie animata Superman, nell'episodio 17 trasmesso per la prima volta nel 1997, un dipinto dell'Andrea Doria può essere visto appeso sulla parete dietro a Lois Lane mentre sta telefonando con Clark Kent. La Doria è raffigurata in modo astratto, con sullo sfondo una Manhattan notturna. Il dipinto è basato sulla stessa fotografia utilizzata per la copertina del libro dello storico americano William Miller "Picture History of the Andrea Doria".
Il noto compositore statunitense Mike Stoller fu uno dei passeggeri superstiti del naufragio del transatlantico italiano Andrea Doria, avvenuto tra il 25 ed il 26 luglio 1956 a seguito di una collisione con la nave Stockholm al largo di Nantucket (USA); proprio per questo motivo venne coinvolto nella scrittura delle musiche del documentario prodotto da un'altra sopravvissuta, Pierette Domenica Simpson, realizzato dal regista italiano Luca Guardabascio nel 2016.

## Curiosità
- Le spettacolari foto aeree del transatlantico colpito e del disastro consentirono al cronista Harry A. Trask del Boston Traveler di guadagnare il Premio Pulitzer 1957.
- Edward P. Morgan, cronista della ABC Radio Network di New York, trasmise un servizio giornalistico sulla tragedia senza però riferire agli ascoltatori che le sue due figlie si trovavano a bordo. Linda Morgan, 14 anni, la "ragazza del miracolo", si era salvata ed era a bordo della Stockholm senza che il padre lo sapesse, mentre la sorella era morta nell'impatto.
- Tra i passeggeri dell'Andrea Doria vi erano l'attrice statunitense Ruth Roman e suo figlio: lei e il bambino furono separati durante la tragedia e le successive operazioni di evacuazione. Una volta in salvo, la Roman dovette aspettare sul molo del porto di New York per avere notizie del figlio, assediata dai fotografi. Per ironia della sorte, l'attrice aveva precedentemente interpretato la parte di una madre in attesa di sapere se il proprio figlio fosse o meno sopravvissuto a un incidente aereo, nel film drammatico Tre segreti (1950).
- Un'altra passeggera dell'Andrea Doria fu l'attrice statunitense Betsy Drake, terza moglie del celebre attore Cary Grant. Di ritorno negli Stati Uniti da una visita al marito sul set spagnolo del film Orgoglio e passione (1957), la Drake fu tra i passeggeri tratti in salvo dalla nave francese Île de France.[26]
- L'affondamento produsse anche un effetto nella storia dell'automobile, in quanto sulla nave, all'interno di una cassa, viaggiava l'unico prototipo esistente di un'autovettura tecnologicamente molto avanzata che non era mai stata mostrata al pubblico, la Chrysler Norseman; il prototipo era stato costruito in Italia per conto della Chrysler dalla Ghia, e il suo lancio, in programma due mesi dopo al Salone dell'automobile di Detroit, era stato annunciato come il principale evento nel mercato delle auto per il 1957. L'auto non venne mai recuperata dal relitto e, a seguito del naufragio, non ne vennero costruiti né altri prototipi né esemplari di serie.